# تيكجدة
تيكجدة هو منتجع تزلج يقع في سلسلة جبال جرجرة في ولاية البويرة شمال الجزائر على ارتفاع يبلغ 1600 متر (5250 قدمًا). يشتهر منتج تيكجدة في الصيف بمسارات المشي وتسلق الصخور والعديد من الرحلات الاستكشافية القصيرة، المنطقة المحيطة بتيكجدة تضم العديد من القمم وسفوح التلال المغطاة بغابات الأرز. ويمكن رؤية البحر الأبيض المتوسط في الأيام الصافية.